# Anisozyga dentifera
Anisozyga dentifera là một loài bướm đêm trong họ Geometridae.